# Andrena granulosa
Andrena granulosa là một loài Hymenoptera trong họ Andrenidae. Loài này được Pérez mô tả khoa học năm 1902.